# Lasseindra Ninja
Lasseindra Ninja est une danseuse queer professionnelle française (originaire de la Guyane) née en 1986. C'est une figure emblématique du voguing en France (également appelé la vogue), danse urbaine inventée par les queers de couleurs à New York dans les années 1970 à 1980.

## Biographie
Elle débute le voguing à 20 ans, en étant recrutée dans l'un des plus célèbres collectifs de New York avant d'importer le concept en France, principalement à Paris où elle organise ses propres balls (ou ballrooms) où drag queens et personnes transgenres peuvent exprimer librement leur identité,,.
Dans la vie quotidienne, Lasseindra Ninja ne se préoccupe pas du regard des autres et vit librement la représentation de son corps. Le voguing permet pour elle de se forger soi-même et de s'émanciper. « C'est ça le voguing, ça permet aux gens de se retrouver dans tout. Dans la sexualité, l'aspect physique, le féminin, le masculin, dans ce que tu es. »

## Lasseindra et le voguing à Paris
En France, Lasseindra Ninja a exporté des États-unis à la France la House of Ninja, l'une des "houses" de voguing les plus internationales de Paris. Elle reconnaît l'héritage de ses aînés Quenn Mother Nikki Gorgeous Gucci et GIo Brooks, qui ont pratiqué cette danse en France avant elle.
En interview sur la RTS, elle dit avoir importé le voguing dans le milieu du hip-hop parisien : « Ils pensaient que c’était une danse où on allait retrouver le genre féminin alors que (…) ce n’est pas une danse qui a été créée à l’origine par des femmes biologiques ». Cette nécessité de partage, encouragée par la seconde pionnière du voguing en France Mother Nikki Gorgeous Gucci, lui fait créer une scène Ballroom afin de faire connaitre cette culture américaine, une culture certes codifiée où elle laisse la possibilité d'ajouter quelques touches françaises. Le voguing est pour elle une "liberté d'expression personnelle autant qu'une écriture personnelle." Elle souhaite néanmoins préserver l'héritage de la Ballroom afin de relier cette scène à ses racines sociales et politiques et être attentive aux tentatives de récupérations multiples.
Lasseindra apparaît dans le documentaire Paris is voguing (2016) de Gabrielle Culand, diffusé à la télévision sur France 4. Elle présente notamment les ballrooms du voguing, des concours de beauté à la frontière entre défilé de mode et battle de danse.
Pour Lasseindra, les codes des ballrooms américains ont encore du mal à se faire comprendre aussi bien dans le milieu hétérosexuel que gay : « ça reste difficile pour les blancs la Ballroom scène car c'est une culture de blacks. »
De 2022 à 2023, elle est en résidence à la Villa Médicis.

## Citations
- « Le Ball, c'est exprimer une souffrance ressentie et inventer sa vie. On dit le 'Vogue' pour la danse ou 'She's voguing'[10]».
- « Une fois qu’on arrive dans ce monde (du voguing), on peut être qui on veut, qui on est réellement[11]. »
- « Chez les Antillais et les Africains, l’homosexualité n’existe pas. Nos familles sont souvent très religieuses. C’est mal vu alors si on ne rentre pas dans les clous, on est éjectés. C’est violent. On est obligés de jouer un rôle. Finalement, on est vraiment nous-mêmes ici, dans le milieu des ballrooms[12].»

## Filmographie
- Audrey Jean-Baptiste, Fabulous, 2019 (52min)[13]